# محمد بنجلون التويمي
محمد بنجلون التويمي (25 يناير 1912 – 20 سبتمبر 1997) هو مسير رياضي مغربي، أسّس عددًا كبيرًا من الجمعيات الرياضية في المغرب؛ وهو مؤسس نادي الوداد الرياضي رفقة عبد اللطيف بنجلون التويمي، وكذلك اتحاد اتحاد الرغبي المغربي (FRMR) الذي سيصبح رئيسًا له.

## مسيرته
درس في ثانوية مولاي يوسف في الرباط. مارس في شبابه العديد من الألعاب الرياضية، مثل ألعاب القوى وكرة القدم وكرة السلة وكرة اليد، والسباحة.
عضو منتخب في اللجنة الأولمبية الدولية في عام 1961، وهو يعتبر واحدًا من أكبر الشخصيات في الرياضة المغربية، حيث سبق له أن تولّى منصب مدير دورة الألعاب العربية عام 1961، وسيدمج لجنة المساعدات الأولمبية بين عامي 1962 و 1963 وكذلك اللجنة الثقافية للجنة الأولمبية الدولية من 1989 إلى 1990. في 8 مايو 1937، أنشأ بنجلون فرع نادي الوداد الرياضي للسباحة. في عام 1982، تم تسمية المجمع الرياضي الحاج محمد بنجلون التويمي على شرفه وهو المركز التدريبي الحالي للوداد.